# Rodolfo Rodríguez
Rodolfo Sergio Rodríguez Rodríguez (Montevideo, 20 de enero de 1956) es un exfutbolista uruguayo que jugó en la posición de arquero. Fue campeón de la Copa América y del Mundialito con la selección uruguaya y de la Copa Libertadores y la Copa Intercontinental con el Club Nacional de Football.

## Trayectoria
Comenzó su carrera en Cerro en 1971. Fue transferido a Nacional en 1976 donde jugó hasta 1983 y obtuvo el Campeonato Uruguayo de Fútbol de 1977, 1980 y 1983, la Copa Libertadores de 1980 y la Copa Intercontinental de 1980, consagrándose como uno de los mejores arqueros de la historia del equipo tricolor.
En 1984 fue vendido al Santos de Brasil, club con el que ganó el Campeonato Paulista de 1984. Permaneció en el equipo de Pelé hasta 1987, convirtiéndose en uno de los grandes ídolos de la afición.
En 1986 fue convocado para jugar en su selección el Mundial de México 1986, pero una grave lesión en la gira previa lo marginó de disputar el Mundial.
En 1987 pasó a jugar en el fútbol europeo, en el Sporting de Lisboa, club en el que estuvo hasta 1989. En 1990,  retornó a Brasil para jugar en Portuguesa, y en 1992 firma con el Bahia, equipo con el que gana el Campeonato Bahiano en 1993 y en el año de su retiro del fútbol, 1994.

### Retirada deportiva y años posteriores
Tras su retirada del fútbol profesional Rodolfo Rodríguez se ha dedicado a distintos negocios vinculados con la agricultura y la ganadería, residiendo en un campo de su propiedad en el departamento de Durazno, en el centro de Uruguay. También ha participado junto a periodistas y otros futbolistas de grupos de la Asociación Uruguaya de Fútbol para elegir a los mejores jugadores del año.

## Selección nacional
En el arco celeste, ganó la Copa de Oro en 1980-81, y la Copa América de 1983. Formó parte del plantel uruguayo que disputó la Copa Mundial de Fútbol de 1986, pero no pudo jugar ningún partido, por estar lesionado.
Es uno de los futbolistas con más presencias en la selección de fútbol de Uruguay. Disputó 79 encuentros y recibió 69 goles.

### Participaciones en Copa América
| Copa              | Sede          | Resultado    | Partidos | Goles |
| ----------------- | ------------- | ------------ | -------- | ----- |
| Copa América 1979 | Sin sede fija | Primera fase | 4        | -5    |
| Copa América 1983 | Sin sede fija | Campeón      | 8        | -6    |

## Clubes
| Club            | País     | Año       |
| --------------- | -------- | --------- |
| Cerro           | Uruguay  | 1974-1976 |
| Nacional        | Uruguay  | 1976-1983 |
| Santos          | Brasil   | 1984-1987 |
| Sporting Lisboa | Portugal | 1988-1990 |
| Portuguesa      | Brasil   | 1991-1992 |
| Bahia           | Brasil   | 1992-1994 |

## Palmarés

### Campeonatos regionales
| Título              | Club   | Estado    | Año  |
| ------------------- | ------ | --------- | ---- |
| Campeonato Paulista | Santos | San Pablo | 1984 |
| Campeonato Baiano   | Bahia  | Bahía     | 1993 |
| Campeonato Baiano   | Bahia  | Bahía     | 1994 |

### Campeonatos nacionales
| Título                      | Club     | País    | Año  |
| --------------------------- | -------- | ------- | ---- |
| Primera División de Uruguay | Nacional | Uruguay | 1977 |
| Primera División de Uruguay | Nacional | Uruguay | 1980 |
| Primera División de Uruguay | Nacional | Uruguay | 1983 |

### Copas internacionales
| Título                | Club                           | País          | Año  |
| --------------------- | ------------------------------ | ------------- | ---- |
| Sudamericano Sub-20   | Selección juvenil de Uruguay   | Lima          | 1975 |
| Copa Libertadores     | Nacional                       | Uruguay       | 1980 |
| Copa Intercontinental | Nacional                       | Uruguay       | 1980 |
| Copa de Oro           | Selección de fútbol de Uruguay | Uruguay       | 1980 |
| Copa América          | Selección de fútbol de Uruguay | Sin sede fija | 1983 |